# Eric Paschall
Eric Luther Paschall (Sleepy Hollow, 4 de novembro de 1996) é um basquetebolista profissional norte-americano que atualmente joga no Estra Pistoia, da Itália.

## Biografia

### Golden State Warriors
Paschall foi selecionado pelo Golden State Warriors na 41ª posição, na segunda rodada do draft da NBA de 2019. Foi a revelação da franquia na temporada de 2019–20, quando saiu da segunda rodada do draft para ser eleito para o quinteto ideal de calouros da liga, o jovem ala-pivô perdeu muito espaço em seu segundo ano na NBA. Parte disso deveu-se ao fortalecimento do elenco, que contou com o retorno de lesão de Stephen Curry - principal jogador e maior ídolo da franquia - que jogou apenas 5 jogos na temporada anterior, mas também houve uma combinação de lesões e atuações menos brilhantes por parte de Paschall.

### Utah Jazz
No dia 5 de agosto de 2021 foi trocado para o Utah Jazz por uma escolha de segunda rodada do draft de 2026 (originalmente pertencente ao Memphis Grizzlies). A transação teve fundamento meramente financeiro para a franquia da Califórnia, que na época pagava a maior multa por exceder o teto salarial entre todas as equipes da NBA: quase US$185 milhões de dólares. De acordo com Bobby Marks, da ESPN, a “remoção” do contrato do jogador de 24 anos da folha de pagamentos acarretou em uma economia de US$12 milhões dólares para Golden State.  A chegada ao Jazz promoveu o encontro entre Paschall e um de seus grandes amigos na liga: o principal jogador de Utah, Donovan Mitchell, com quem criou uma forte relação convivendo no circuito do basquete colegial norte-americano.

## Estatísticas na NBA

### Temporada Regular
| Ano      | Equipe   | PJ  | PT | MPJ  | AP   | 3P   | LL   | RT  | AS  | BR  | TO  | PPJ  |
| -------- | -------- | --- | -- | ---- | ---- | ---- | ---- | --- | --- | --- | --- | ---- |
| 2019–20  | Warriors | 60  | 26 | 27.6 | .497 | .287 | .774 | 4.6 | 2.1 | 0.5 | 0.2 | 14.0 |
| 2020–21  | Warriors | 40  | 2  | 17.4 | .497 | .333 | .713 | 3.2 | 1.3 | 0.3 | 0.2 | 9.5  |
| 2021–22  | Utah     | 58  | 3  | 12.7 | .485 | .370 | .767 | 1.8 | 0.6 | 0.2 | 0.1 | 5.8  |
| Carreira |          | 158 | 31 | 19.5 | .494 | .326 | .758 | 3.2 | 1.4 | 0.3 | 0.2 | 9.8  |

### Playoffs
| Ano  | Equipe | PJ | PT | MPJ | AP   | 3P   | LL    | RT  | AS  | BR  | TO  | PPJ |
| ---- | ------ | -- | -- | --- | ---- | ---- | ----- | --- | --- | --- | --- | --- |
| 2022 | Utah   | 4  | 0  | 6.0 | .500 | .500 | 1.000 | 1.3 | 0.0 | 0.3 | 0.0 | 2.0 |

## Prêmios e Homenagens
- NBA
  - NBA All-Rookie Team:
    - Primeiro time: 2020